# مارفن يورك
مارفن يورك (بالإنجليزية: Marvin York)‏ هو سياسي أمريكي، ولد في 26 يونيو 1932 في الولايات المتحدة. حزبياً، نشط في الحزب الديمقراطي. وقد انتخب عضو مجلس ولاية أوكلاهوما.